# 格鲁伯
格鲁伯（德語：Grube，發音：[ˈɡʁuːbə] ⓘ）是德国石勒苏益格-荷尔斯泰因州东荷尔斯泰因县的市镇，面积20.21平方千米，2023年12月31日人口为1,114人。